# 圣马力诺宪法
《圣马力诺宪法》（拉丁語：Leges Statutae Sancti Marini），是圣马力诺通过六部由拉丁文书写完成的文件形成的一系列法则的集合。其中最重要的是1600年《法令》（英语：Statutes）与在2002年最新修订的1974年《公民权利宣言》。其宪政制度受到《民法大全》和罗马习惯法的影响。圣马力诺认为这是世界上现存最古老的主权国家宪法。也是规定国家元首任期最短的宪法，执政官任期仅六个月。

## 1600年法令
圣马力诺共和国现行法律制度始于1600年10月8日。政府赋予卡米洛·博内利所著的《法令》汇编以约束力，《法令》涵盖了当时的政府与司法机构的实践。 它以拉丁文记载于六本书中。拉丁文的标题是“最庄严尊贵的圣马力诺共和国永久自由领法令”（[Statuta Decreta ac Ordinamenta Illustris Reipublicae ac Perpetuae Libertatis Terrae Sancti Marini] 错误：{{Lang}}：無法辨識語言標籤 latn（帮助））。
新体制是对在公元1300年左右开始施行的《城市法令》（[Statuti Comunali] 错误：{{Lang}}：無法辨識語言標籤 latn（帮助））的更新。现有的国家机构，例如大议会，从这一时期延续下来。这些法规构成了今天生效的所有法律的基础，因此它可能是主权国家中现存最古老的宪法。
以下是六本书的介绍。

### 文件一
第一本书共62条。具备宪法性质，描述了圣马力诺的大议会、法院、各行政职位，包括执政官以及赋予执政官的权力。最后两章解释了如何解释和修改法律，包括如何颁布法律。

### 文件二
第二本书名为“民事诉讼”（[Civilium Causarum] 错误：{{Lang}}：無法辨識語言標籤 latn（帮助）），包含75条。 前半部分规定了民事法律程序，包括传票、证据、询问证人和司法费用。后半部分涉及未成年人、教育、公务员薪资以及遗嘱。有一节促进妥协以解决争端，另一节规范律师的薪资。

### 文件三
第三本書名为“罪行”（[Maleficiorum] 错误：{{Lang}}：無法辨識語言標籤 latn（帮助）），包含74条，涵盖刑法。只有国家才能起诉犯罪行为。法律提供了一个公式，根据该公式，惩罚应与罪行以及任何符合减轻处罚的情节相称。特别注重保护国家和教会的资产，防止水源污染。

### 文件四
第四本书名为 “论上诉”（[De Appellationibus] 错误：{{Lang}}：無法辨識語言標籤 latn（帮助）），共15条。解释了如何任命法官、量刑分类、上诉和上诉保障。

### 文件五
第五本书名為“非常法则”（[Extraordinarium] 错误：{{Lang}}：無法辨識語言標籤 latn（帮助）），共46条，涵盖一系列内容广泛的主题。包括出售肉类、卫生和保健、水储备和道路。

### 文件六
第六本书共42条，包括补偿、重量和植物栽培。并特别阐释了户主应对其子女与任何仆人的行为负责。

## 公民权利宣言
1974年7月12日，执政官签署了大议会通过的一项法律（1974-59议案），其中包括公民权利宣言以及圣马力诺司法秩序的基本原则。
《宣言》开篇即宣示拒绝战争。《宣言》规定了人民主权，并解释了三权分立原则如何在圣马力诺落实。《宣言》保障公民的权利，包括平等、不可侵犯、自由和普选权。
乔里·杜尔马（Jorri Duursma）把1974年的法律描述为共和国的根本法律。
2002年大议会对《宣言》进行了修订，进一步详细规定了政府的组织结构，并设立了一个负责评估与《宣言》有关的法律遵守情况的法院——法律合宪性保障委员会。